# Mastrus mandibularis
Mastrus mandibularis är en stekelart som beskrevs av Horstmann 1990. Mastrus mandibularis ingår i släktet Mastrus och familjen brokparasitsteklar. Inga underarter finns listade i Catalogue of Life.